# Жеенбаева, Бактыгуль Жаныбековна
Бактыгуль Жаныбековна Жеенбаева (род. 31 июля 1960) — киргизский политик, министр финансов Киргизской Республики с декабря 2018 года до 14 октября 2020 года.

## Ранние годы и образование
Жеенбаева родилась 31 июля 1960 года в Бишкеке (тогда город носил название Фрунзе). Её отец, Жаныбек Жеенбаев, физик-ядерщик, был президентом Академии наук Кыргызстана. Обучалась в Киргизском национальном университете, получила специальности математик и экономист.

## Карьера
Жеенбаева работала экономистом в производственном объединении Ак-Тилек с 1985 по 1992 год. Она была тогда экономистом Департамента внешних и общественных связей. В 2007 году она стала генеральным директором телеканала «Новая телевизионная сеть». В 2010 году она стала исполняющим обязанности председателя Национального банка Кыргызской Республики, а в 2016 году — председателем правления Государственной ипотечной компании. В то время она публично посетовала на отсутствие независимости у банка.
Жеенбаева является членом политической партии Акшумкар с 2007 года. С 6 июля 2018 года по 12 декабря 2018 года она была советником президента Кыргызстана.
12 декабря 2018 года парламент утвердил кандидатуру Жеенбаевой на пост министра финансов, за которую проголосовал 101 депутат после того, как премьер-министр Мухаммедкалий Абылгазиев предложил её на эту должность. Она была официально назначена на эту должность указом президента Сооронбая Жээнбекова на следующий день.
В 2019 году Жеенбаева была вызвана в качестве свидетеля по уголовному делу в отношении Центра юридического представительства по обвинению в хищении средств.
14 октября 2020 года в соответствии с Указом Президента Кыргызской Республики освобождена от занимаемой должности.

## Личная жизнь
Бактыгуль Жеенбаева разведена, у неё есть сын.

## Награды
- Именные часы Президента Кыргызской Республики (29 ноября 2011 года) — за значительный вклад в поступательное и устойчивое развитие и становление государственной власти[12]
- Почётная грамота Правительства Кыргызской Республики (16 декабря 2019 года) — за заслуги и весомый вклад в социально-экономическое развитие Кыргызской Республики[13]